# دانشگاه فنی دولتی کامچاتکا
دانشگاه فنی دولتی کامچاتکا (روسی: Камчатский государственный технический университет) یک دانشگاه دولتی واقع در پتروپاولوفسک-کامچاتسکیی، روسیه است. این دانشگاه با تمرکز بر آموزش‌های فنی و تخصصی در حوزه‌های شیلات، مهندسی دریایی، و علوم طبیعی، نقش مهمی در توسعه علمی و اقتصادی منطقه کامچاتکا ایفا می‌کند و سالانه صدها دانشجو را در رشته‌های مختلف تربیت می‌نماید. این دانشگاه در سال ۱۹۴۲ تأسیس شد. آغاز فعالیت آن در بحبوحه جنگ جهانی دوم، نشان‌دهنده نیاز فوری به آموزش تخصصی در حوزه شیلات و صنایع دریایی بود. با وجود شرایط سخت آن دوران، این مؤسسه توانست پایه‌های علمی و فنی منطقه کامچاتکا را تقویت کرده و نسل‌های متعددی از متخصصان برجسته، متعهد و کارآزموده را تربیت کند.

## تاریخچه
تاریخ دانشگاه معمولاً از لحظه تأسیس مدرسه فنی شیلات دریایی پتروپاولوفسک-کامچاتسکی در سال ۱۹۴۲ شمرده می‌شود. دستور کمیساریای خلق اتحاد جماهیر شوروی برای صنعت شیلات در مورد سازماندهی مدرسه فنی مورخ ۶ ژانویه ۱۹۴۲ تنها در ۲۰ ژانویه به پتروپاولوفسک رسید. در این شهر شروع به ساخت کلاس‌های درس و خوابگاه برای دانشجویان شد. با وجود شرایط دشوار جنگ جهانی دوم، تلاش‌های اولیه برای آموزش تخصصی در حوزه شیلات با انگیزه بالا و حمایت محلی همراه بود و پایه‌های یک نهاد علمی پایدار را بنا نهاد.
در طول جنگ جهانی دوم، صنعت ماهیگیری کامچاتکا انگیزه‌ای برای توسعه یافت: ماهیگیری دیگر فصلی نبود، ماهیگیری از طریق کشتی‌های ترال شروع شد و نه تنها در نزدیکی ساحل، انواع جدیدی از محصولات ظاهر شدند و انواع جدیدی از فرآوری و ذخیره‌سازی ماهی به شکل انجماد آن شروع به معرفی کرد. بندر پتروپاولوفسک گسترش یافت و به عنوان پایگاه حمل و نقل محموله از ایالات متحده و کانادا مورد استفاده قرار گرفت. کاربر اصلی منابع طبیعی شبه جزیره، شرکت سهامی کامچاتکا، به پرسنل واجد شرایط جدید نیاز داشت. در سال ۱۹۴۶، مدرسه فنی نام جدیدی دریافت کرد: «مدرسه فنی شیلات دریایی پتروپاولوفسک-کامچاتکا وزارت صنایع شیلات مناطق شرقی اتحاد جماهیر شوروی».
در فوریه ۱۹۵۲، مدرسه فنی به مدرسه نظامی دریایی پتروپاولوفسک-کامچاتکا (پکوم) تبدیل شد. پس از سازماندهی مجدد، دانشجویان به عنوان کادر آموزشی نامیده شدند و کادر آموزشی شامل افسران نیز می‌شد. در سال ۱۹۶۰، این مدرسه آموزش متخصصان رادیو را آغاز کرد و یک بخش مکاتبات افتتاح کرد. مهندسان در کامچاتکا حتی زودتر، از سال ۱۹۵۷، زمانی که یک مرکز آموزش و مشاوره مؤسسه فنی صنعت و اقتصاد ماهی خاور دور در پتروپاولوفسک افتتاح شد، آموزش خود را آغاز کردند.
از اول ژانویه ۱۹۹۱، کالج دریایی پتروپاولوفسک-کامچاتکا و مدرسه عالی مهندسی دریایی پتروپاولوفسک-کامچاتکا به مجتمع آموزشی «مدرسه عالی دریایی پتروپاولوفسک-کامچاتکا» (پکوم) تبدیل شدند.
در سال ۱۹۹۷، پکوم به کگرف (آکادمی دولتی ناوگان ماهیگیری کامچاتکا) تغییر نام داد. در سال ۲۰۰۰، نام آن به دانشگاه فنی دولتی کامچاتکا (کستو) تغییر یافت. این نام تاکنون توسط این مؤسسه آموزشی حفظ شده است. کستو به عنوان یکی از مراکز علمی برجسته در خاور دور روسیه، در زمینه‌های مهندسی دریایی، شیلات، و علوم محیطی فعالیت دارد و نقش مهمی در آموزش متخصصان برای صنایع دریایی و توسعه پایدار منطقه ایفا کرده است.

## ساختار
- دانشکده فناوری اطلاعات.[۶]
- دانشکده دریانوردی.
- دانشکده فناوری.
- دانشکده اقتصاد و مدیریت.
- هیئت علمی آموزش مداوم.
- مرکز آموزش نظامی در «دانشگاه فنی دولتی کامچاتکا».
- کالج